# Haus Esselt

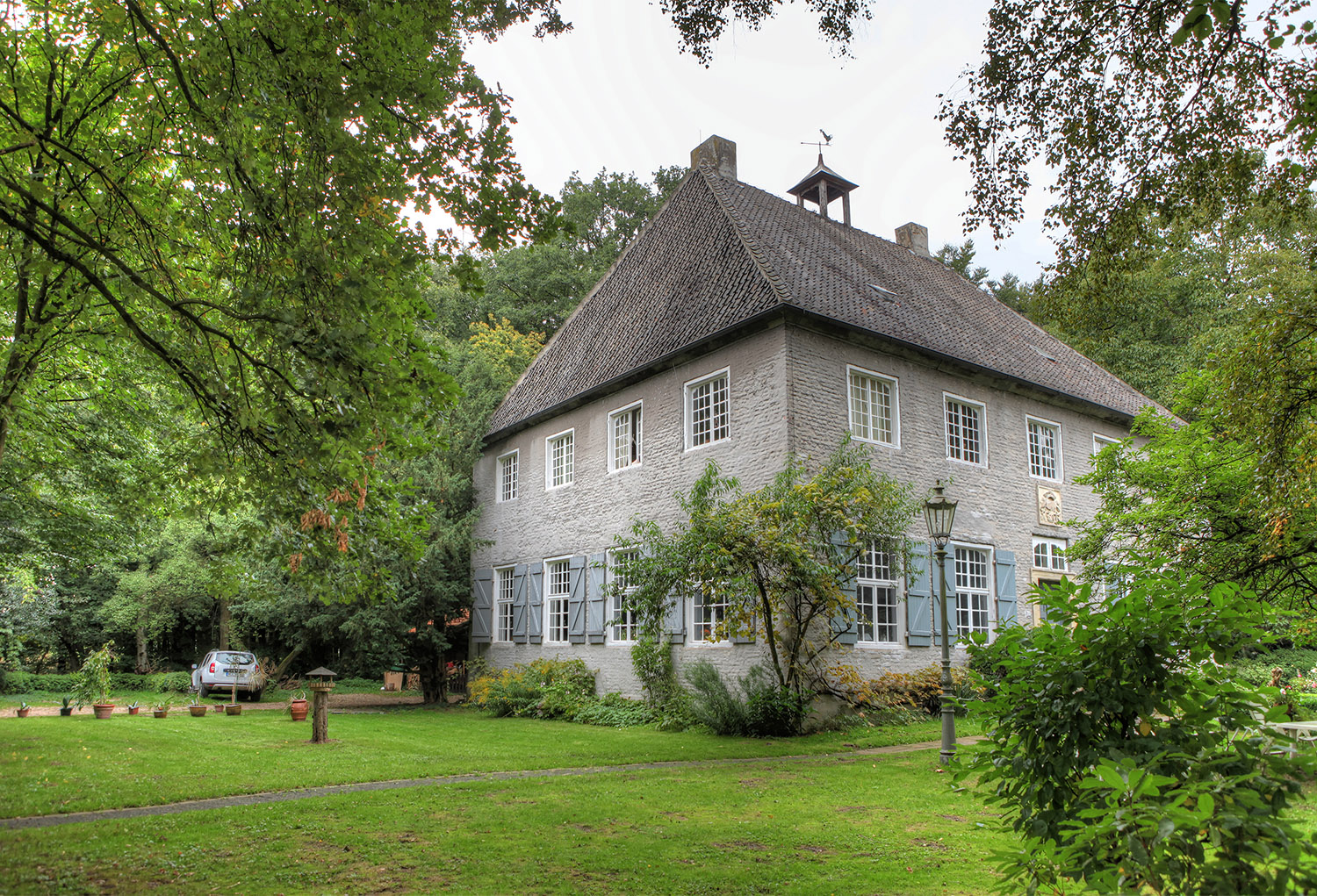
Herrenhaus von Haus Esselt, Ansicht von Süden

Haus Esselt ist ein ehemaliges Rittergut in Drevenack, einem Ortsteil im äußersten Norden der niederrheinischen Gemeinde Hünxe. Im 14. Jahrhundert erstmals urkundlich erwähnt, war Haus Esselt lange Zeit ein Allod der Familie von der Capellen. Sie verkaufte es zu Beginn des 18. Jahrhunderts an Christoph von Loeben, der wahrscheinlich das heutige Herrenhaus des Anwesens erbauen ließ. Danach erlebte es wechselnde Besitzer, meist Adelige aus der Umgebung oder in Wesel stationierte Offiziere. Ab 1958 diente es als Rückzugsort für den Maler und Grafiker Otto Pankok, der dort seine letzten Lebensjahre verbrachte. Im ehemaligen Atelier des Künstlers ist seit 1968 das Otto-Pankok-Museum eingerichtet, das Kohlezeichnungen, Holzschnitte, Radierungen und Skulpturen von ihm zeigt.
Haus Esselt ist heute der Sitz der Otto Pankok Stiftung sowie der Otto-Pankok-Gesellschaft. Das Herrenhaus und die Wirtschaftsgebäude sind seit 1985 als Baudenkmal geschützt. Das Grundstück des Anwesens ist als Bodendenkmal ausgewiesen. Es sind Führungen durch das Museum, das Herrenhaus und die Gartenanlage möglich. Das Haus zählt zu den Naturparkhäusern, ist an verschiedene (Rad-)Wanderrouten angeschlossen und liegt im Landschaftsschutzgebiet Hohe Mark.

## Geschichte
Eine erste urkundliche Erwähnung von Esselt erfolgte im Jahr 1330. Um 1381 gehörte es Henrick Snackard, dessen Nachfahr Johann Snackard um 1460 als Besitzer überliefert ist. 1449 war der damalige Gutshof Eigentum des Johann von der Capellen, der ein Lehnsmann der klevischen Herzogin Katharina war. 1482 wurde Esselt als freiadeliges Gut im Besitz der Brüder Johann und Jakob von der Capellen erwähnt, und war schon 1491 durch ein umlaufendes Grabensystem besonders gesichert.
Die Familie blieb bis in das frühe 18. Jahrhundert Eigentümerin der Anlage. Robert von der Capellen nutzte Haus Esselt ab etwa 1520 als erster adeliger Eigentümer nicht nur als Gutshof, aus dem er ein Einkommen generierte, sondern auch als Wohnsitz. Entweder ließ er in dieser Zeit dafür ein neues Wohnhaus errichten oder bezog einen schon im 15. Jahrhundert errichteten Bau. Alexander von der Capellen und seine Mutter verkauften den Besitz am 29. November 1709 für 14.5000 Karolsgulden an den preußischen Major Georg Christoph von Loeben. Es war vermutlich der neue Eigentümer, der das vorhandene spätmittelalterliche Gebäude bis auf die Grundmauern abreißen und auf seinen Fundamenten den heutigen Barockbau errichten ließ. Er wurde von seinem Schwiegersohn Johann Heinrich von Hülsen beerbt, der Loebens Tochter Charlotte Sophie Anne geheiratet hatte. Nach seinem Tod im Jahr 1743 heiratete seine Witwe in zweiter Ehe den Freiherrn Stephan Benjamin von Cordier und brachte Haus Esselt an diese aus Frankreich stammende Familie. Nach dem Tod der Eltern zahlte Ludwig Benjamin von Cordier seine drei Geschwister aus, um 1790 alleiniger Eigentümer des Anwesens werden. Er bewohnte es aber nicht mehr selbst, sondern verpachtete es.
Für die Summe von 1900 Reichstalern wechselte das Gut am 25. März 1808 erneute den Besitzer: Neuer Herr wurde Freiherr Alexander von Wylich, der seinen Wohnsitz auf Schloss Diersfordt hatte. Auch er ließ das Anwesen von Pächtern bewirtschaften. Als er 1831 starb, kam Haus Esselt – wie der gesamte Besitz der Familie – im Erbgang an den jüngsten Bruder von Alexanders zweiten Frau Anna, den Grafen Anton zu Stolberg-Wernigerode. Bolko Graf von Stolberg-Wernigerode vermachte Haus Esselt bei seinem Tod 1956 seinen beiden Töchtern Elisabeth Charlotte und Luitgard von Kulmitz. Die letztere übernahm den Esselter Besitz und führte die Gaststätte, die zuvor dort geraume Zeit durch die letzten Pächter betrieben worden war, weiter.
1958 verkauften die Schwestern Kulmitz den Besitz an Otto Pankok, der nach der Emeritierung von seiner Professur an der Düsseldorfer Kunstakademie einen Ruhesitz für sich und seine Familie suchte. Pankok richtete in der Scheune des Anwesens sein Atelier ein. Als der Künstler im Oktober 1966 starb, hinterließ er den Besitz seiner Tochter Eva, die dort gemeinsam mit ihrer Mutter Hulda 1968 nicht nur das Otto-Pankok-Museum mit Archiv gründete, sondern auch die Otto-Pankok-Gesellschaft und die Otto Pankok Stiftung ins Leben rief. In der Zeit von 1987 bis 1989 fand eine erste Restaurierung statt. Eva Pankok bewohnte Haus Esselt bis zu ihrem Tod im Februar 2016 selbst. Ihr Nachlass ging an die von ihr gegründete Stiftung, die nun Eigentümerin des Hauses ist.

### Heute
Im Herbst 2016 begannen nach einer sechsjährigen Planung dringend nötige Sanierungsarbeiten am Herrenhaus, für die insgesamt rund 4,5 Millionen Euro veranschlagt wurden. Im Fokus der ersten Phase standen dabei Arbeiten zur Sicherung der Substanz des Hauses, so zum Beispiel die alten Sprossenfenster und das zum Teil undichte Dach des Gebäudes.

## Beschreibung
Haus Esselt ist eine zweiteilige Anlage, bestehend aus einem barocken Herrenhaus und südlich davon liegenden, ehemaligen Wirtschaftsgebäuden, die heute musealen und pädagogischen Zwecken dienen. Die denkmalgeschützten Gebäude stehen unmittelbar an der Issel, die früher die Gräfte der Anlage speiste. Vom Namen des Flusses leitet sich wohl auch der Name des Anwesens ab. Die Grabenanlage gibt es heute nicht mehr. Einige Reste von ihr sind aber noch südlich des Herrenhauses erhalten.

### Herrenhaus
Das schlichte, zweigeschossige Herrenhaus erhebt sich auf rechteckigem Grundriss und besitzt ein pfannengedecktes Walmdach. Auf der Mitte des Dachfirsts sitzt ein hölzerner Dachreiter mit Glocke, der 1988 erneuert worden ist. Das Mauerwerk des Gebäudes besteht aus grau geschlämmtem Backstein und ist durch rechteckige Sprossenfenster in vier und fünf Achsen unterteilt. Im Erdgeschoss können die Fenster mit Schlagläden verschlossen werden. Im nordwestlichen Bereich ist das Haus teilunterkellert. Das Untergeschoss besitzt dort spätmittelalterliche Gewölbe.
Der Haupteingang befindet sich in der Mittelachse an der Ostseite. Über seinem Oberlicht findet sich ein wegen Verwitterung nicht mehr zu identifizierendes Allianzwappen aus Sandstein, das wahrscheinlich dem Erbauer-Ehepaar zuzuschreiben ist. Die Wappenschilde werden von Löwen gehalten und sind von einer Krone bekrönt. An der Nordwest-Fassade des Hauses zeigt sich anhand erhaltener Bauspuren, dass sich dort früher ein Anbau mit Satteldach anschloss. Er wurde 1844 abgerissen.
Das Innere des Herrenhauses ist achssymmetrisch angelegt. Im Erdgeschoss liegen vier gleich große, quadratische Räume, die durch einen langen, zentralen Flur erschlossen werden. In allen Zimmern dieses Geschosses besteht der Belag des Fußbodens aus Sandsteinplatten. Das Obergeschoss, das über eine Holztreppe im Flur erreicht werden kann, besitzt eine identische Raumaufteilung, allerdings wurden dort zwei der Zimmer durch eingezogene Zwischenwände unterteilt. Die Innenräume sind noch im Zustand wie sie seinerzeit die Pankoks eingerichtet haben. Auch Otto Pankoks Druckwerkstatt ist noch im Originalzustand. Noch heute werden dort Drucke mit seinen Holzstöcken angefertigt. Für Gruppen können auf Anfrage Besichtigungen durchgeführt werden.

### Museum

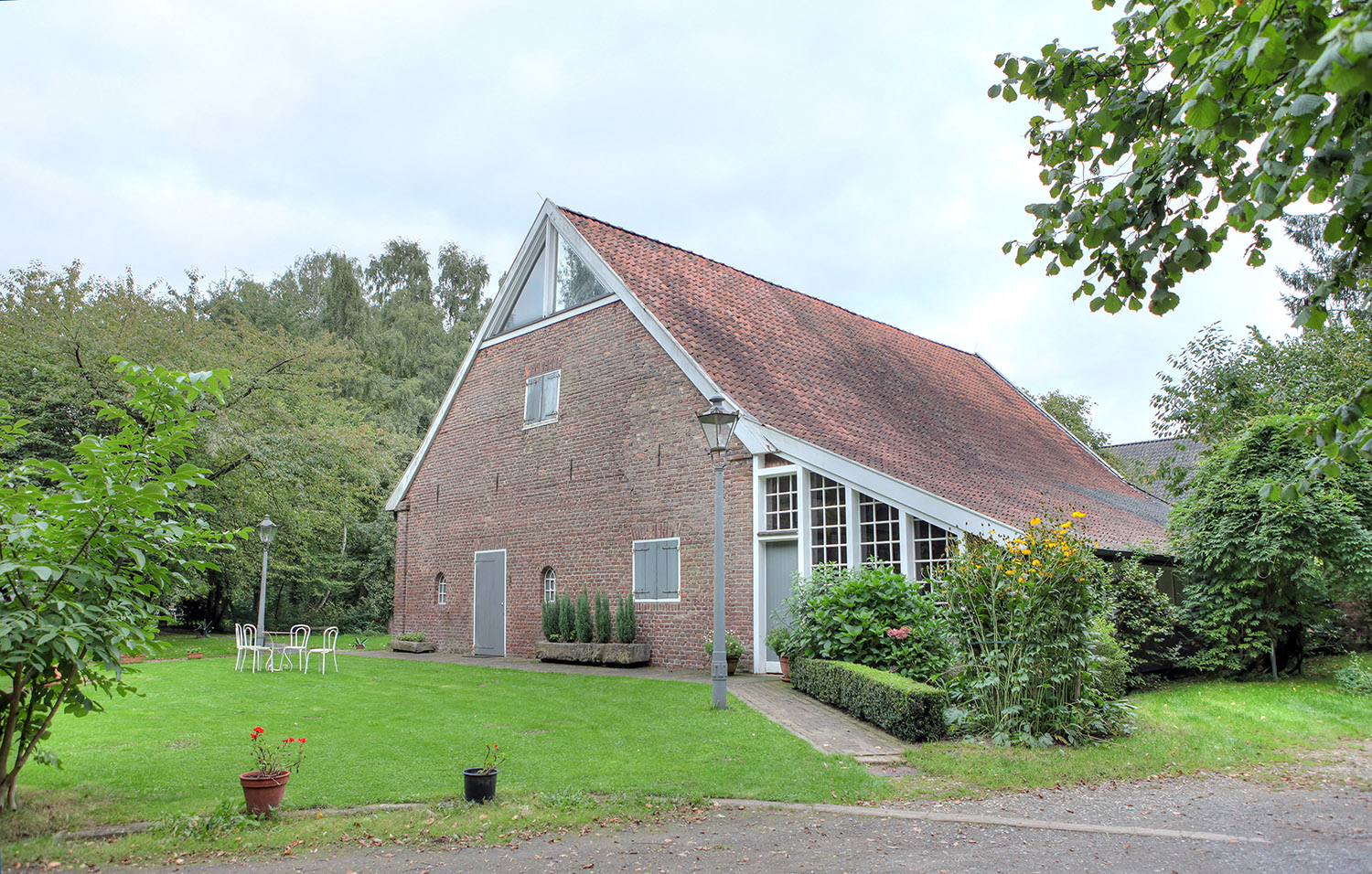
Otto-Pankok-Museum in der ehemaligen Scheune

In einer 1844 errichteten Scheune südlich des Herrenhauses befindet sich das ehemalige Atelier Otto Pankoks, das in den 1960er Jahren zu einem Museum über Leben und Werk des Künstlers umgewandelt wurde. Es zeigt halbjährlich wechselnde Ausstellungen. Dem Museum ist ein Archiv mit Werken und Dokumenten aus dem Leben Pankoks angeschlossen. Etwa 8000 seiner Kunstwerke werden auf Haus Esselt aufbewahrt. Darunter befinden sich über 5000 Kohlezeichnungen, mehr als 600 Holzschnitte sowie rund 550 Radierungen, was einen Großteil von Pankoks Hinterlassenschaft ausmacht. Nach Abschluss der 2016 begonnenen Sanierung soll bis 2019 ein neues Ausstellungskonzept verwirklicht werden, das sich auch mit Pankoks Frau Hulda und seiner Tochter Eva befasst.